# Гаср
Гаср (множественное число — Гсур) — укреплённое здание, встречающееся в основном на территории Ливии.
Существует много предположений о его связах с центариями.